# Łuskowiec indyjski
Łuskowiec indyjski, łuskowiec gruboogonowy, pangolin gruboogonowy, pangolin indyjski (Manis crassicaudata) – ssak łożyskowy zaliczany do łuskowców.
Występuje w lasach tropikalnych Indii, Pakistanu, Nepalu i Sri Lanki.
Ciało smukłe i długie, pokryte żółtoszarymi lub żółtobrązowymi łuskami. Głowa mała, trójkątna, język do 25 cm długości. Osiągają długość od 78 do 120 cm, w tym ogon 33–45 cm.
Łuskowce gruboogonowe prowadzą nocny tryb życia, większość dnia spędzając w kryjówkach lub pomiędzy skałami. Żywią się termitami i mrówkami.

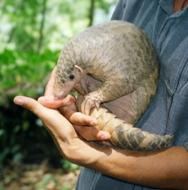